# Burg Ramstein (Elsass)
Die Burg Ramstein (französisch Château de Ramstein) ist eine mittelalterliche Burgruine nordwestlich der elsässischen Ortschaft Scherwiller im Département Bas-Rhin. Sie steht auf 384 Meter Höhe rund 300 Meter südwestlich der benachbarten Burg Ortenberg auf einer felsigen Anhöhe der Vogesen und gehört damit zum Typus der Höhenburg.
Die Ruine wurde am 1. Juli 1924 als Monument historique unter Denkmalschutz gestellt. Da sie aber akut einsturzgefährdet ist, ist der Zutritt wegen Einsturzgefahr seit 1983 verboten.

## Beschreibung
Von der Burganlage des ausgehenden 13. Jahrhunderts sind vor allem Teile eines mächtigen Wohnturms und Reste der Unterburg erhalten. Von dem ursprünglich dreigeschossigen, mit flachem Satteldach gedeckten Turmpalas stehen noch die Nord- und Ostwand teilweise aufrecht. Die völlig verschwundene Südwand war reich durchfenstert, wie eine Darstellung von Hans Baldung aus dem Jahr 1514 bezeugt. Für das Mauerwerk kamen Bruchsteine sowie Glattquader und an den Ecken Buckelquader aus Granit zum Einsatz. An den erhaltenen Innenseiten sind noch die einzelnen Geschosse ablesbar, außerdem ist der Ansatz eines Kamins erkennbar. Von der Unterburg westlich des Wohnturms sind Teile der nördlichen Ringmauer aus Glattquadern erhalten; sie wird derzeit (2008) restauriert. Die Gesamtanlage wurde im 15. Jahrhundert mit einer Zwingermauer aus Bruchsteinen umgeben, die mit mindestens vier halbrunden Schalentürmen bewehrt war. Weiterhin sind noch ein tiefer, von einer Toranlage gesperrter Halsgraben und die einstige Zisterne erkennbar.

## Geschichte

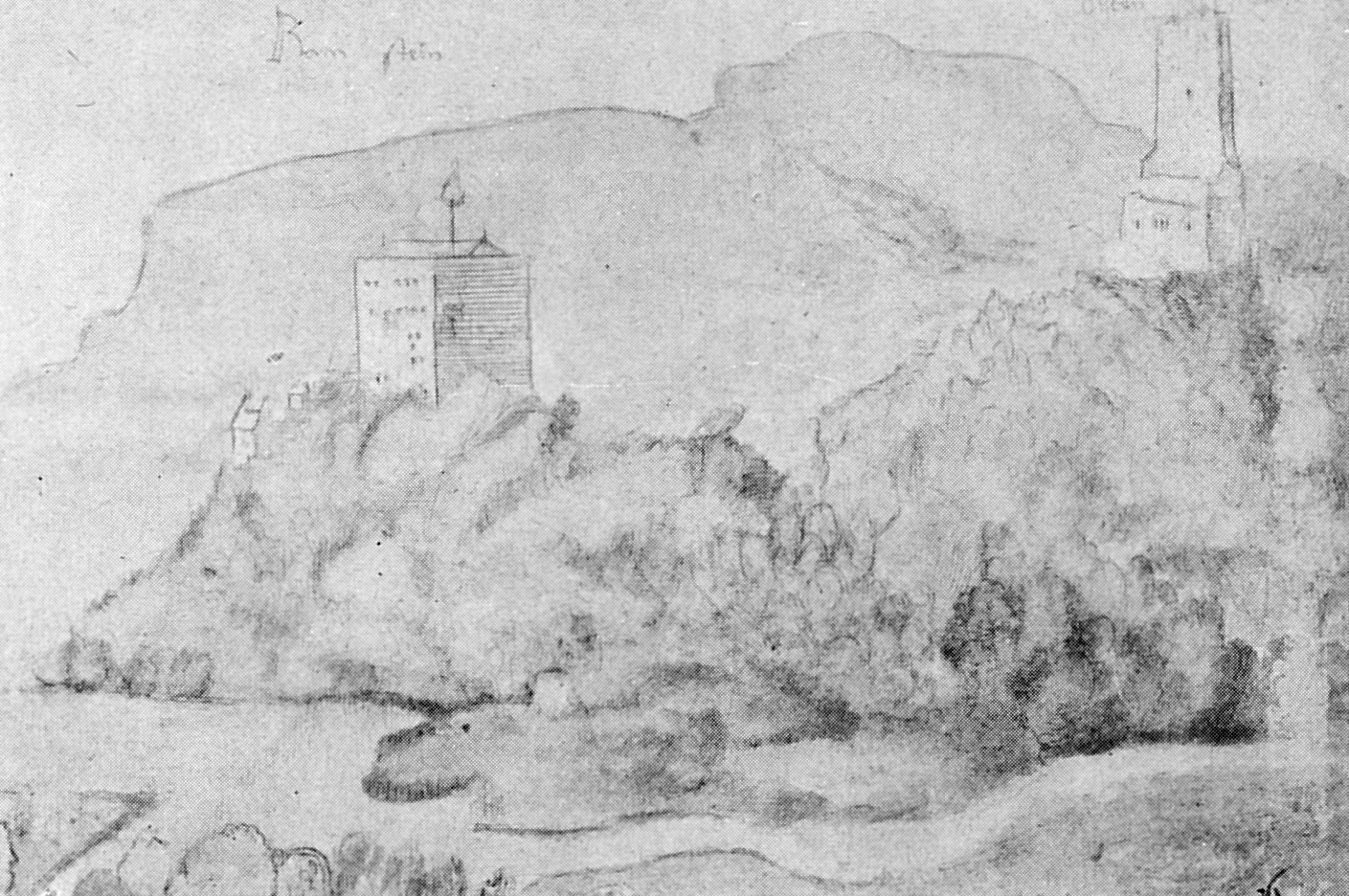
Ramstein (links) und Ortenberg, Zeichnung von Hans Baldung, 1514

Die Burg wurde 1293 durch Otto III. von Ochsenstein, den Landvogt des Unterelsass, erbaut, nach gängiger Lehrmeinung als Trutzburg gegen die benachbarte Burg Ortenberg. Die Vogtei über diese habsburgische Besitzung hatte der römisch-deutsche König Rudolf von Habsburg 1280 an den Ochsensteiner übertragen. Nach Rudolfs Tod 1291 erhielt dessen Sohn Albrecht Ortenberg, das zunächst an Adolf von Nassau gefallen war, im März 1293 aus den Händen des Landvogts zurück. Weshalb der Ochsensteiner die Burg wenig später dennoch belagern ließ und hierfür Ramstein als befestigten Stützpunkt nutzte, ist ungeklärt. Möglicherweise hatte Otto im Thronstreit die Seiten gewechselt und verfolgte mit der Belagerung eigene machtpolitische Interessen.
Im Zuge seiner Absetzung als König musste Adolf von Nassau den Turm 1298 endgültig seinem Nachfolger Albrecht von Habsburg überlassen, der ihn als Lehen 1307 an die Familie von Reichenberg gab. Ihr folgten als Lehnsnehmer 1361 die Zorn von Bulach und 1422 die von Uttenheim. Nachdem die Anlage 1303 schon einmal belagert und beschädigt worden war, erfolgte während des Dachsteiner Kriegs 1421 eine zweite Belagerung, dieses Mal durch Truppen der Stadt Straßburg. Sie konnten die Burg einnehmen und verwüsteten sie. Die Anlage wurde aber sofort wieder aufgebaut.
Im Jahr 1470 nutzte Peter von Hagenbach die Burg als Stützpunkt für eine weitere Belagerung der Ortenburg. Während des Deutschen Bauernkriegs 1525 wurde sie erneut in Mitleidenschaft gezogen, ehe sie 1633 während des Dreißigjährigen Kriegs durch schwedische Truppen endgültig zerstört wurde.
Im 19. Jahrhundert gehörte die Ruine dem Baron Mathieu de Favier(s), der auch die Burg Ortenberg besaß. Heute befindet sie sich im Eigentum der Gemeinde Scherwiller.